# ويلبر كروس
ويلبر كروس (بالإنجليزية: Wilbur Cross)‏ هو صحفي وكاتب أمريكي، ولد في 17 أغسطس 1918، وتوفي في 4 مارس 2019.